# 長久手市立北小学校
長久手市立北小学校（ながくてしりつ きたしょうがっこう）は愛知県長久手市にある公立小学校である。

## 沿革
- 1984年（昭和59年）4月1日 - 開校[1]

## 学校行事
| - 4月 - 入学式 - 5月 - 遠足 - 6月 - 運動会 | - 7月 - 夏休み - 8月 - - 9月 - 始業式、校区運動会 | - 10月 - 6年修学旅行 - 11月 - 校外学習 - 12月 - 冬休み | - 1月 - 始業式 - 2月 - - 3月 - 卒業式、修了式 |

## 学区
- 岩作隅田、岩作下田、岩作下島、岩作長筬、岩作落合、岩作西浦、岩作高山、岩作浮江、櫨木、下川原、下山、中川原、西原山、東原山、南原山、西原、池田、東原、草掛、上川原、原山、段の上、原邸、野田農、山桶、鴨田、荒田、岩作石田の一部、岩作北山の一部、平池の一部、仲田の一部[2]

## 主な進学先中学校
- 長久手市立北中学校

## 交通アクセス
愛知県道215号田籾名古屋線沿い
- 愛知高速交通東部丘陵線（リニモ） はなみずき通駅より徒歩14分。
- 名鉄バス（基幹バス）草掛バス停より徒歩2分。